# Oberkotten (Naturschutzgebiet)
Das Naturschutzgebiet Oberkotten liegt nördlich von Lindlar im Oberbergischen Kreis in Nordrhein-Westfalen. Westlich verläuft die Landstraße 129 zwischen den Ortschaften Oberkotten und Mittelsteinbach.

## Beschreibung
Das Naturschutzgebiet wurde im Jahr 1993 unter der Schlüsselnummer GM-036 unter Naturschutz gestellt.
Im Fachinformationssystem des Landesamtes für Natur, Umwelt und Verbraucherschutz in NRW ist das Gebiet wie folgt beschrieben:

„Viele Kalkgruben prägen das Relief im bewaldeten Teil des Gebietes. In der südwestlichen Hälfte befindet sich ein Waldmeister-Buchenwald mit lebensraumtypischer, artenreicher Krautschicht. Im Nordosten schließt sich auf ehemaligen Fichtenbeständen ein junger Eschenmischwald an. Dieser wird von Fettweiden mit einigen eingestreuten Feldgehölzen umrahmt. Die Bedeutung des Gebietes beruht auf der regionalen Seltenheit von Kalkstandorten sowie der typisch ausgeprägten Vegetation des Waldmeister-Buchenwaldes mit Arten der Roten Liste. Als Naturschutzgebiet und Trittsteinbiotop hat die Fläche eine herausragende Bedeutung im Biotopverbund. Entwicklungsziel sind der Erhalt und die Entwicklung des Waldgebietes und den Waldrändern.“

## Schutzziele
- Erhalt eines in diesem Landschaftsteil selten gewordenen artenreichen Kalk-Laubwaldes, wobei darauf zu achten ist, dass
- Altholz, Laubholzbestockung und Landschaftsstrukturen erhalten bleiben.[3]

## Tier- und Pflanzenarten
In dem ehemaligen Kalk-Steinbruchgebiet hat sich aus 
Niederwald hervorgegangenen Laubwaldbeständen und Weißdorn-Gebüschen ein sogenannter Waldmeister-Buchenwald mit einer artenreichen Krautschicht entwickelt – ein potentiell besonders geeigneter Lebensraum für Reptilien.  Neben den charakteristischen Pflanzenarten wie Waldmeister (Galium odoratum), Aronstab (Arum maculatum), Nesselblättrige Glockenblume (Campanula trachelium), Vielblütige Weißwurz (Polygonatum multiflorum) und Wald-Zwenke (Brachypodium sylvaticum) wurden im Naturschutzgebiet zudem nach Roter Liste seltene und besonders geschützte Arten wie das zu den Orchideen gehörige Männliche Knabenkraut (Orchis mascula) (RL 3) entdeckt.

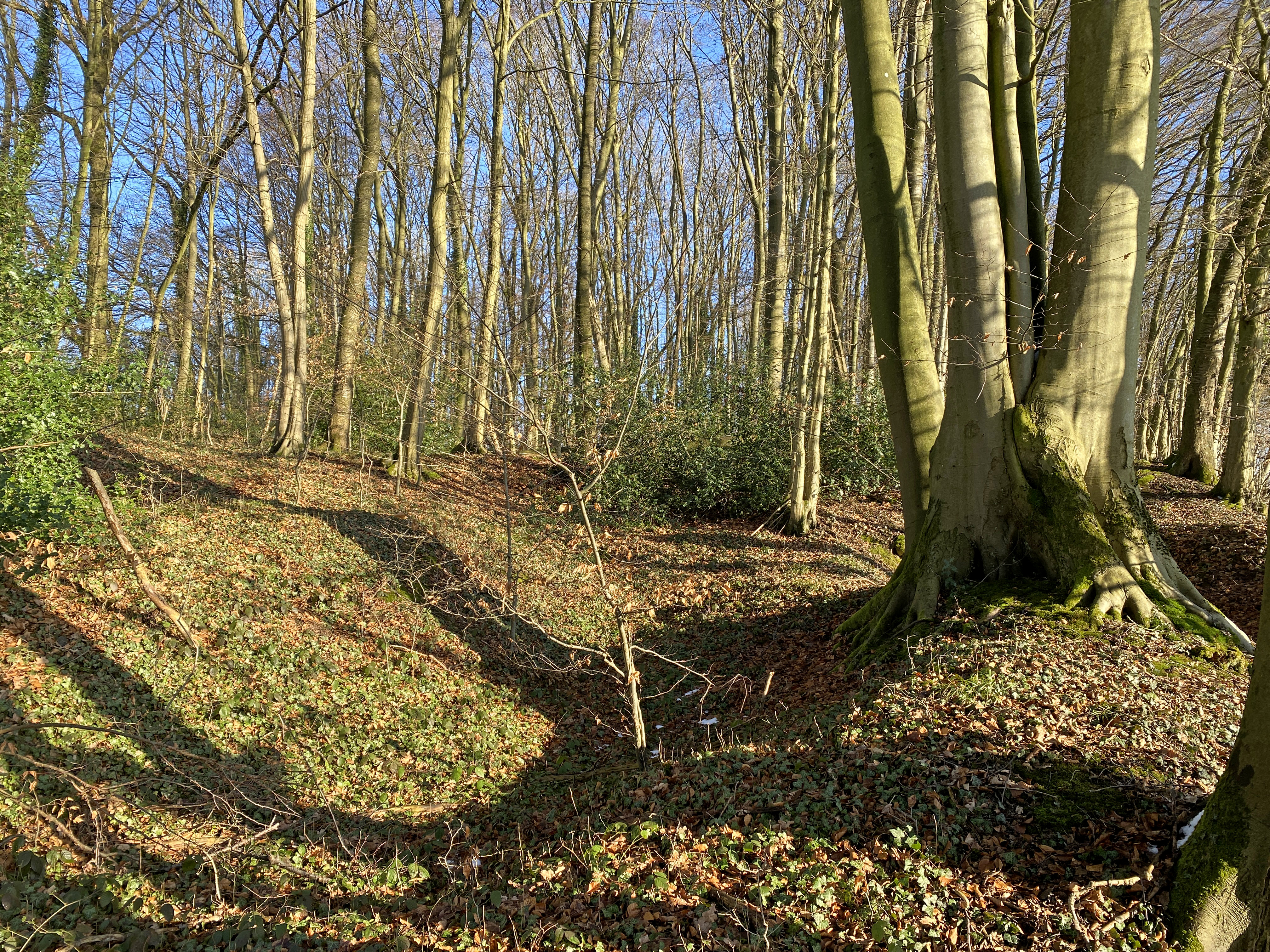
Bodenrelief - vom Kalkabbau geprägt
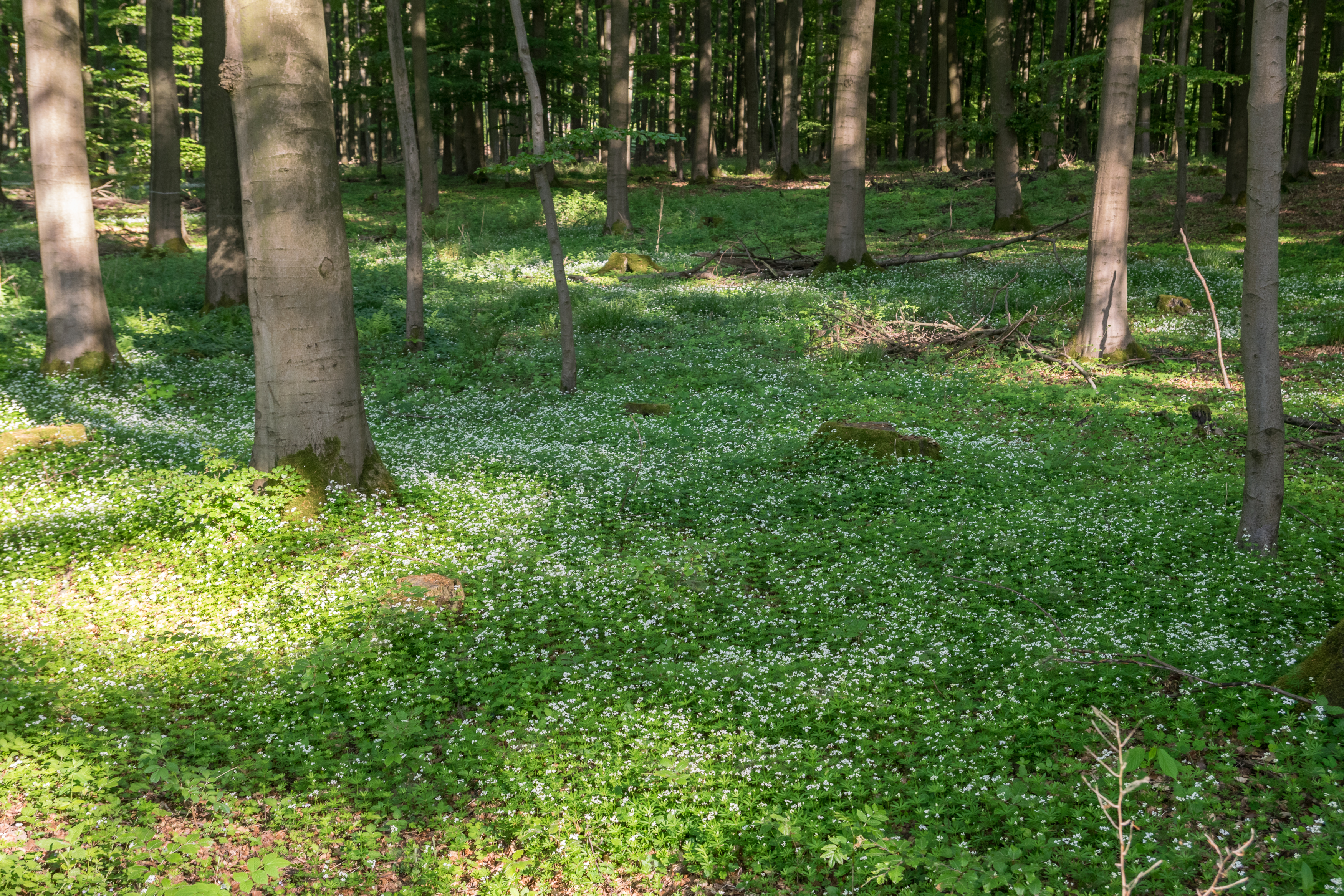
Waldmeister-Buchenwald
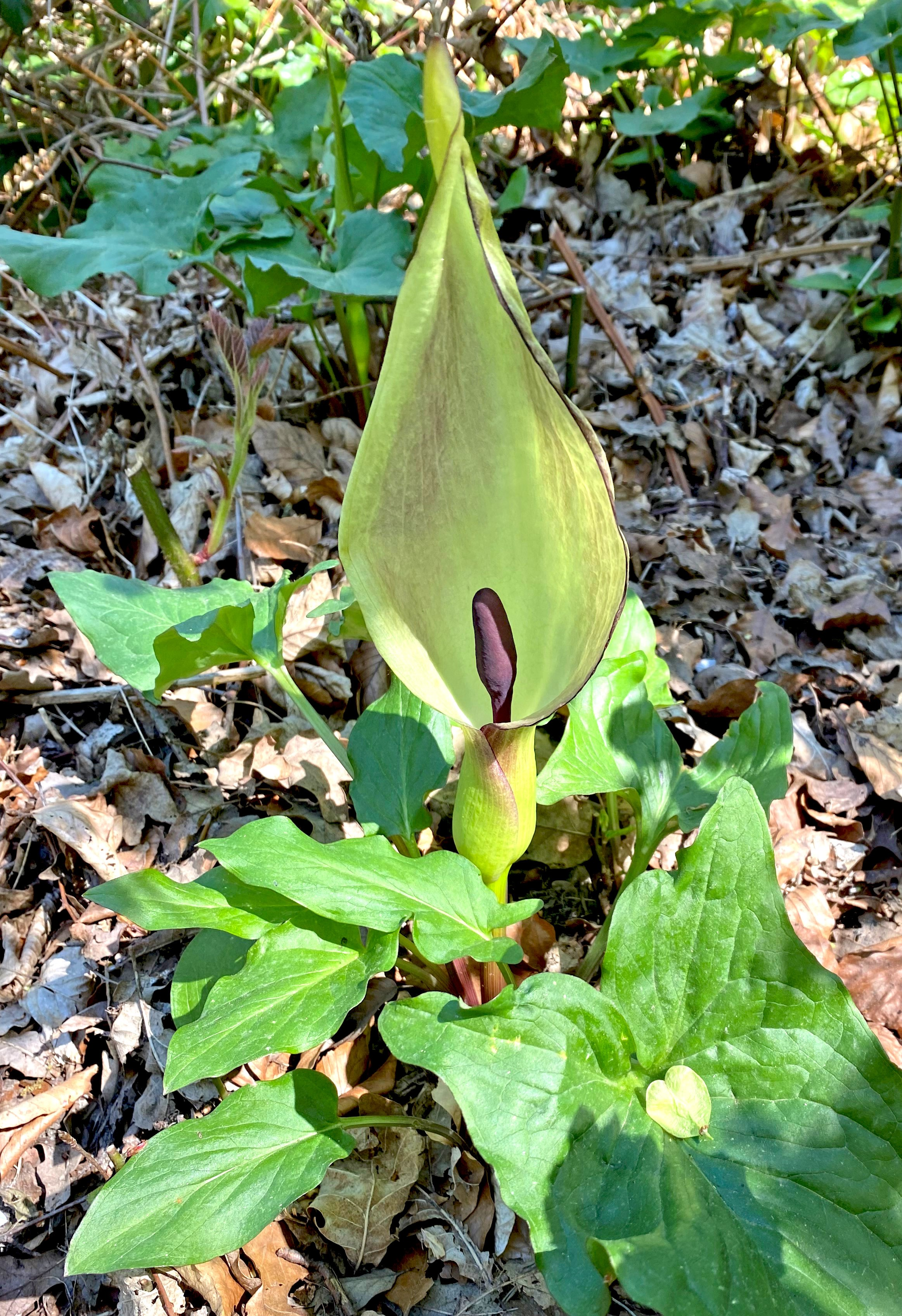
Aronstab
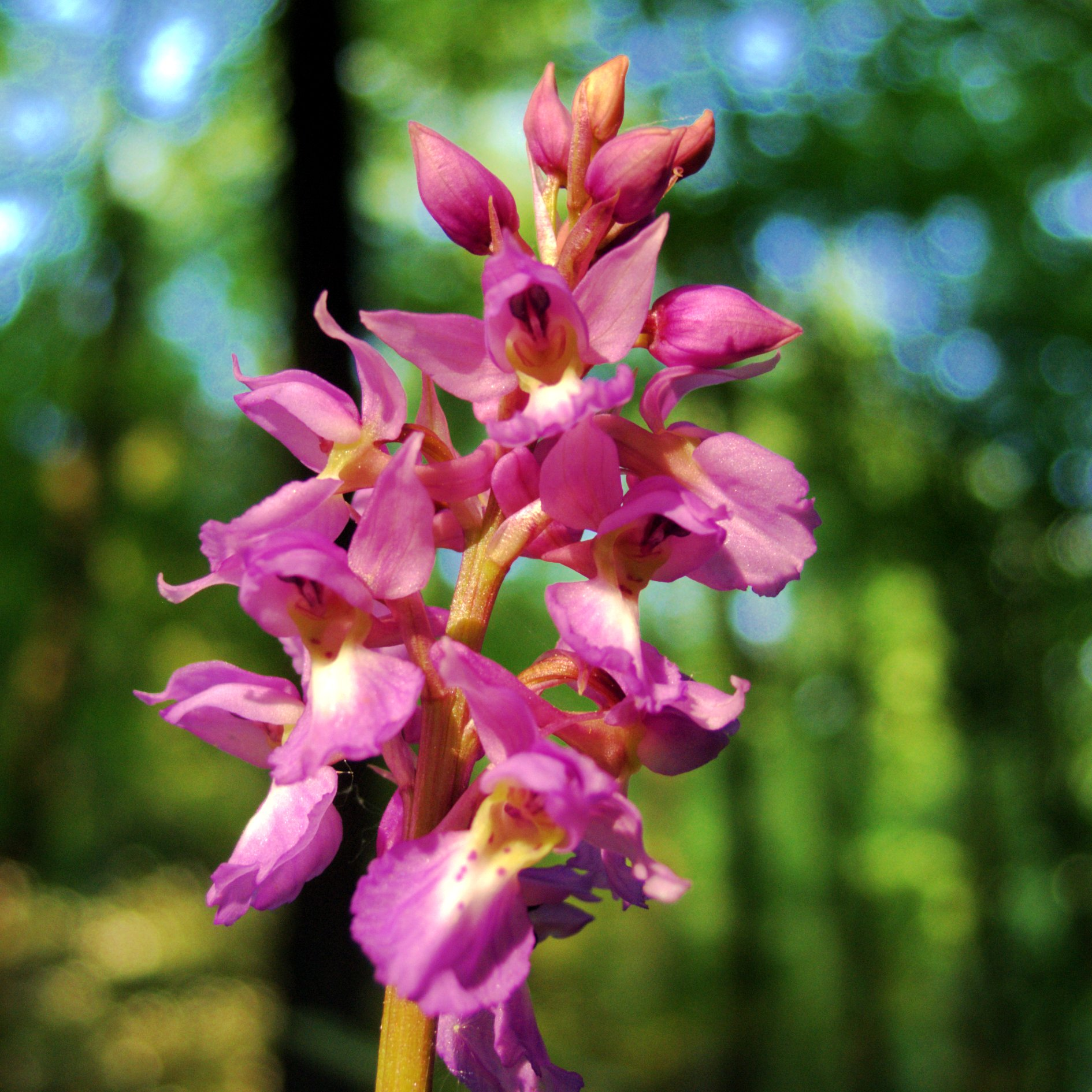
Männliches Knabenkraut
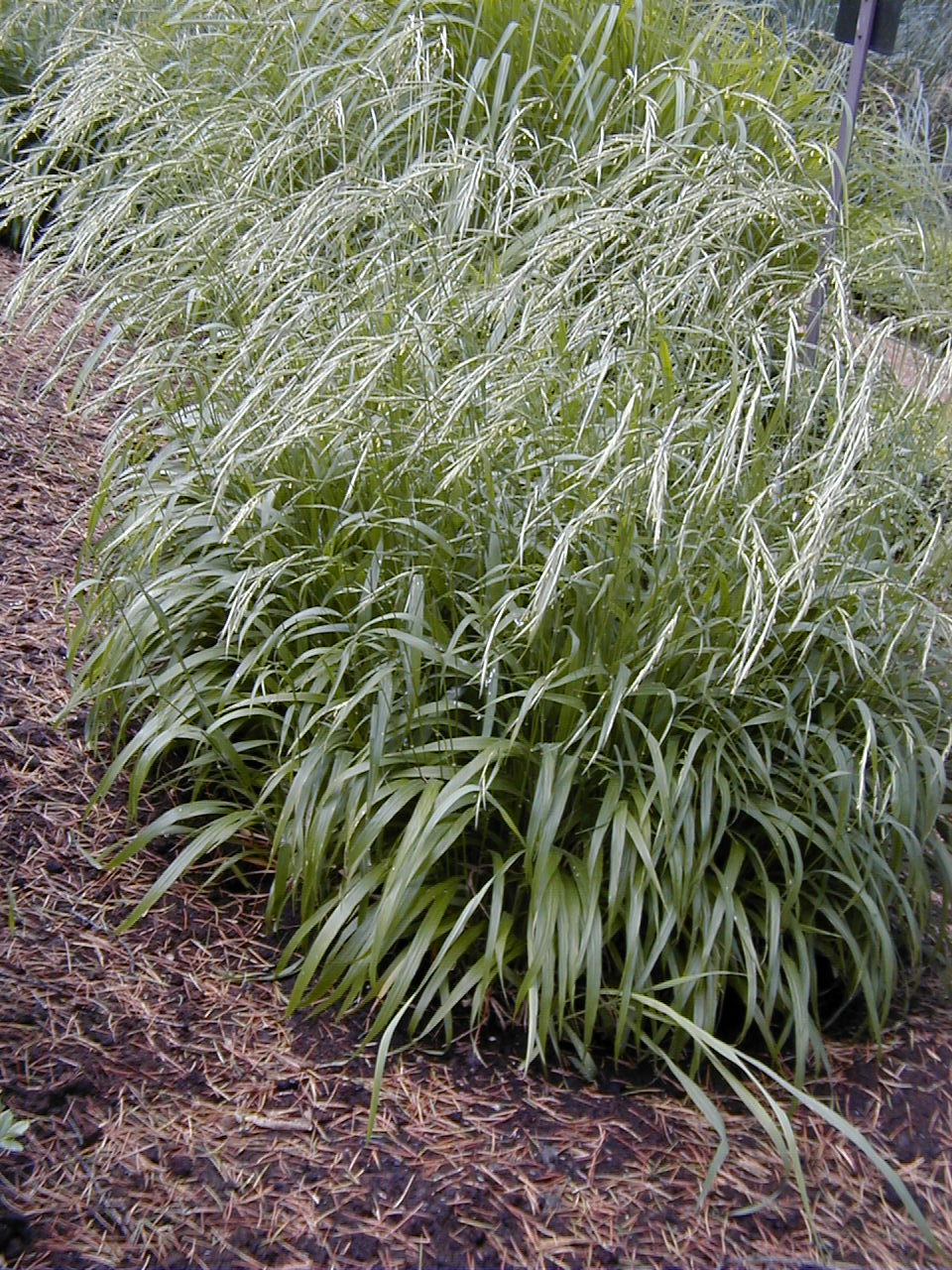
Wald-Zwenke
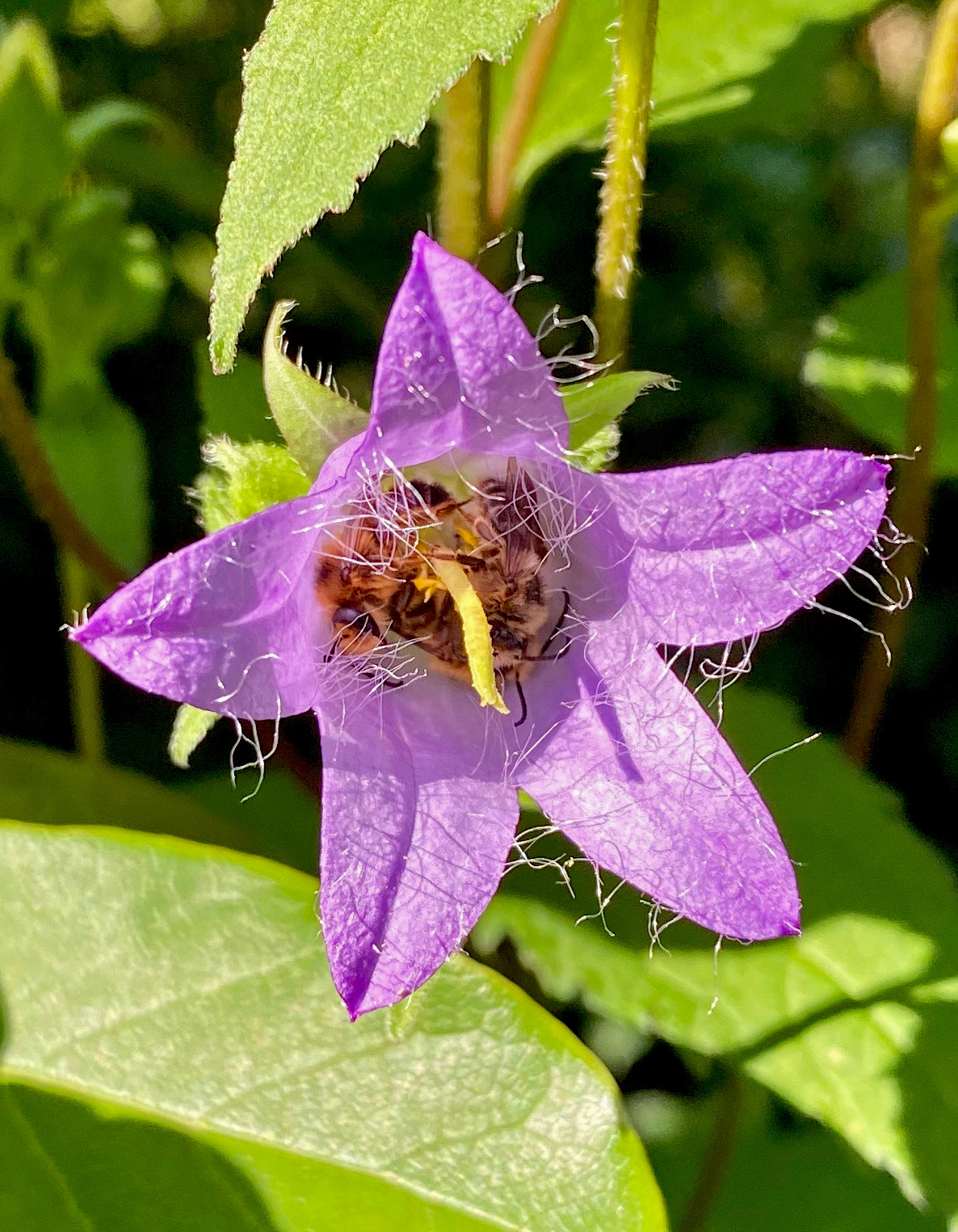
Nesselblättrige Glockenblume
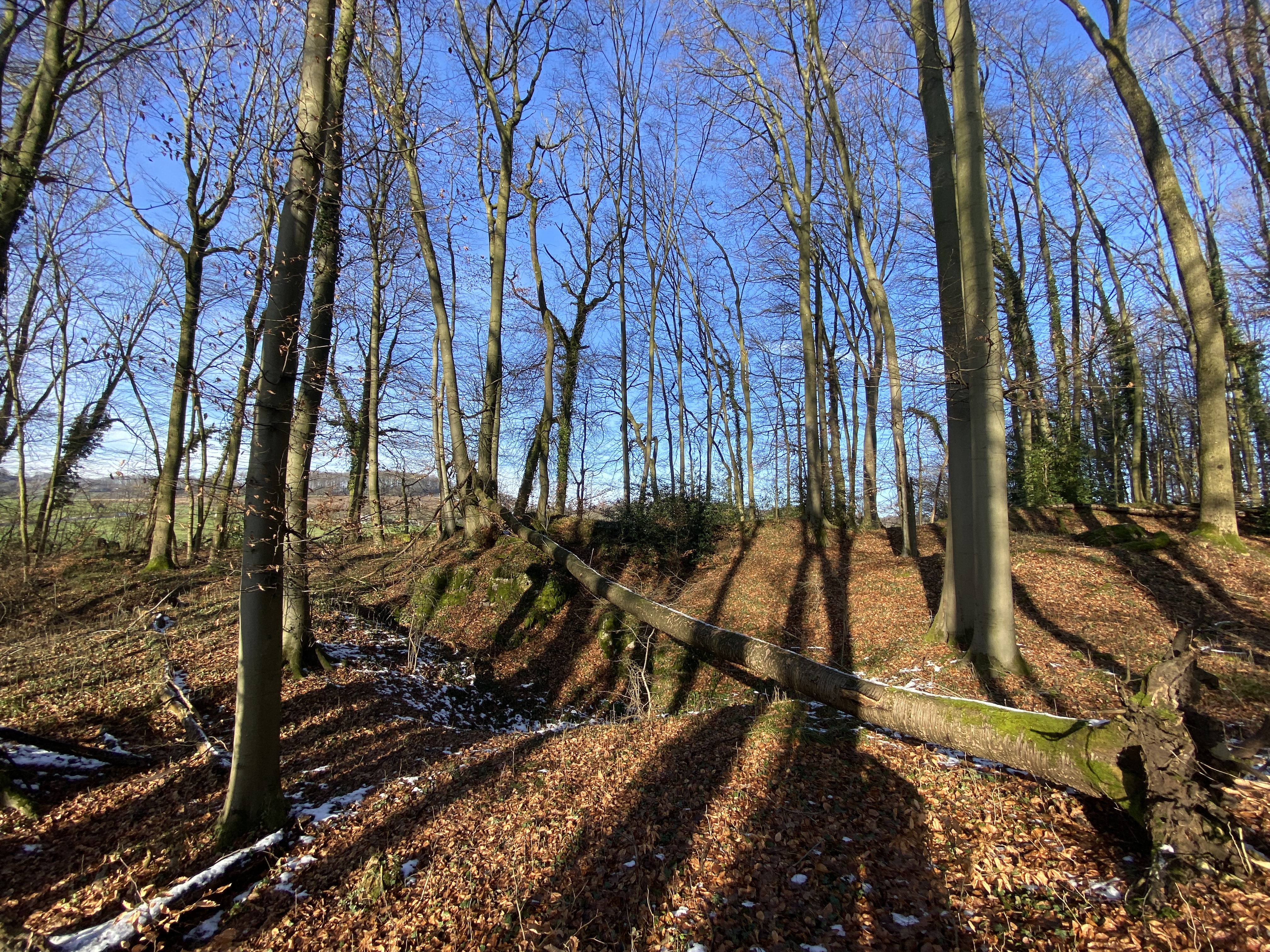
Totholz erfüllt wichtige Funktionen